# Tommy Skovgaard
Tommy Skovgaard (18. februar 1928 – ?) var en dansk bokser i sværvægtsklassen. 
Tommy Skovgaard vandt som amatør det danske mesterskab i sværvægt 3 gange (1950-1952). I 1951 vandt han det jyske mesterskab i letsværvægt. Som amatør mødte han 2 gange i 1951 den senere professionelle verdensmester Ingemar Johansson, men tabte begge gange på point. Tommy Skovgaard deltog ved Europamesterskaberne i amatørboksning i 1951, men tabte i kvartfinalen til belgieren Peyre.
Han debuterede som professionel som 29-årig den 7. november 1957 i KB Hallen, hvor han besejrede hollænderen Andre van Dyck, i dennes anden (og sidste) professionelle kamp. I den næste kamp mod Al Kramp fra Surinam, blev Tommy Skovgaard slået ud i 2. omgang. I den 3. kamp mødte Tommy Skovgaard franskmanden Renzo Macor, der blev tilføjet sit ottende nederlag i lige så mange kampe. Tommy Skovgaard opgav herefter karrieren.

## Eksterne links
- Professionel rekordliste (Webside ikke længere tilgængelig) på Boxrec.com